# 리두 로그
리두 로그(redo log)는 오라클 RDBMS 환경에서 데이터베이스에 생긴 변경 이력을 기록해놓은 파일들이다. 만약 데이터베이스가 깨어질 경우, 리두 로그에 남겨진 기록을 이용하여 원래 상태로 복구할 수 있다. 티베로 데이터베이스 또한 동일한 기능이 지원된다.

## 분류
리두 로그는 다음과 같이 두 종류가 있다:
- 온라인 리두 로그 (ORL[2] 또는 간단히 리두 로그[3])
- 아카이브 리두 로그 (아카이브 로그)[4]

### 온라인 리두 로그
온라인 리두 로그는 데이터베이스를 만들면 처음으로 만들어지며 온라인 리두 로그 없이 데이터베이스는 생존이 불가능하다. 데이터베이스 충돌이 발생할 경우 데이터 손실이 발생할 수 있다. commit 또는 commit되지 않은 데이터의 변경 사항이 온라인 리두 로그에 들어간다. 예를 들어 두 개의 온라인 리두 로그가 있을 경우, 데이터베이스는 최초의 온라인 리두 로그에 데이터의 변경 사항을 기록하고 그 뒤 두 번째 리두 로그에 들어가며, 그 뒤 도로 첫 번째 리두 로그에 들어가면서 이러한 순환 작업이 반복된다.

### 아카이브 리두 로그
아카이브 리두 로그는 아카이브라는 말 그대로 리두 로그의 사본을 뜻한다. 이 프로세스는 ARCHIVELOG 모드가 실행 중인 경우에만 이용이 가능하다. 아카이브 리두 로그를 사용할 경우, 데이터베이스 복구, 스탠바이 데이터베이스의 업데이트, 로그마이너 유틸리티를 이용한 데이터베이스 이력 정보 취득 등을 할 수 있다.

## 같이 보기
- 트랜잭션 로그